# Gonophora mindoroica
Gonophora mindoroica es una especie de insecto coleóptero de la familia Chrysomelidae.
Fue descrita científicamente en 1955 por Uhmann.